# 대접
대접은 위가 넓적하고 운두가 낮으며 뚜껑이 없는 그릇이다. 국이나 물 등을 담는 데 쓴다.

## 같이 보기
- 사발